# Фон дер Беллен, Александр
Александр Константин фон дер Беллен (1859, Псков, Российская империя — 1924, Таллин, Эстонская Республика) — российский политический деятель.

## Биография
Принадлежал к известному русскому дворянскому роду голландского происхождения Ван дер Белленов, владевшем сетью аптечных и медицинских учреждений в Псковской губернии, Эстляндии, Германии и рядом золотых приисков на Урале.
Его предки переселились из Голландии в Россию в конце XVII века и с XVIII века жили в Псковской губернии.
В 1884 году в Санкт-Петербурге окончил с золотой медалью Лесной институт и получил звание учёного лесовода 1-го разряда. Впоследствии занимал разные административные должности в Псковской губернии.
С 1913 года возглавлял Псковскую губернскую земскую управу.
В марте-июле 1917 года был губернским комиссаром Временного правительства.
В 1919 году Александр фон дер Беллен с женой и тремя сыновьями, среди которых был отец будущего австрийского президента (тоже Александр), перебрались из Советской России в Эстонию. Дочери Ирина и Наталья переехали к ним в 1922 году. Из Ван дер Белленов в России остался только его дядя — Александр Константинович, учёный-металлург, профессор Московского института цветных металлов и золота.

## Семья
- Сын — Александр Александрович (ван дер) Беллен (1898—1966) родился в Пскове[3]. После революции переселился в Эстонию[4].
  - Внук — Александр Ван дер Беллен, австрийский экономист и финансист. Президент Австрии с 26 января 2017 года.